# Седамнаеста мајевичка ударна бригада
Седамнаеста мајевичка народноослободилачка ударна бригада је формирана 10. октобра 1943. године у околини Тузле од Другог мајевичког партизанског одреда као Друга мајевичка народноослободилачка ударна бригада. На дан формирања имала је три батаљона са око 700 бораца. Приликом увођења јединствене нумерације бригада НОВЈ у Босни и Херцеговини, 17. октобра 1943. године преименована је у Седамнаесту мајевичку народноослободилачку ударну бригаду
За своје заслуге током Народноослободилачког рата, бригада је одликована Орденом народног ослобођења и Орденом братства и јединства. 

## Народни хероји Седамнаесте мајевичке бригаде
Борци Седамнаесте мајевичке бригаде проглашени за народне хероје Југославије су:
- Петар Боројевић, командант бригаде